# 甕缸群島
座標: 北緯22度19分28秒 東経114度21分56秒 / 北緯22.32444度 東経114.36556度
甕缸群島（アンコンぐんとう、英語：Ung Kong Islands）は、香港新界西貢区にある群島で、滘西洲の東、糧船湾の南に位置する。伙頭墳洲、横洲、火石洲、番鬼倫洲（即ち圓崗洲、棟心洲、扁洲）、沙塘口山の島々を含んでいる。全部は無人島である。
イギリス植民地の時に、火石洲と番鬼倫洲は駐香港イギリス軍の“操炮区”として、政府の許可抜きで市民は入ってはいけなかった。でも、1985年から島で軍事訓練がずっと行われなかった。香港返還の後、禁区ではなく、観光地とする中国香港世界地質公園の一つになった。

## 参考リンク
1. ↑  中國香港世界地質公園（中国語）
2. ↑  火石洲 炮後天然美重光（中国語）